# Einteilung der Militärflugplätze der Luftwaffe der Wehrmacht
Zur Zeit des Nationalsozialismus betrieb die Luftwaffe der deutschen Wehrmacht eine große Anzahl an Militärflugplätzen. Diese wurden wie folgt gemäß ihrem Ausbauzustand eingeteilt:
| Flugplatztyp                                                     | Beschreibung | Anmerkung                                                                      |
| ---------------------------------------------------------------- | --- | ------------------------------------------------------------------------------ |
| Fliegerhorst (an Land und zur See)                               | voll ausgebauter Flugplatz, auf dem im Frieden ständig Flugbetrieb herrschte (Friedensstandorte für Verbände, Schulen). | ab 1935 weiter unterteilt (s. u.)                                              |
| Leithorst (an Land und zur See)                                  | Fliegerhorst (s. o.), dem im jeweiligen Flughafenbereich die anderen Fliegerhorste unterstanden. |                                                                                |
| Einsatzplatz, auch Einsatzlandeplatz oder Einsatzhafen (E-Hafen) | - weitgehend getarnter, unbesetzter Flugplatz, um den Aufmarsch zu entflechten und zu tarnen. - erforderte lediglich ein für den Blindflug ausreichendes Rollfeld. - insbesondere für den Einsatz von Sturzkampf-, Kampf- und Zerstörergeschwadern. | - ab 1935 entstanden. - weiter unterteilt in Einsatzplätze I. und II. Ordnung. |
| Feldflugplatz                                                    | Flugplatz für leichte Verbände wie Aufklärer, Schlachtflugzeuge und Jäger mit eigener Bodenorganisation. |                                                                                |
| Gefechtslandeplatz                                               | behelfsmäßiger Flugplatz in der Nähe einer Kommandostelle für die Zwischenlandung von Aufklärern. |                                                                                |
| Seeflugstützpunkt                                                | Flugplatz, auf dem im Frieden Luftdienst- und -teilkommandos ständig Flugbetrieb durchführten. |                                                                                |
| Arbeitsplatz                                                     | Nebenplatz eines Fliegerhorsts mit Flugschule, diente der Entlastung des Horstes während der Schulungen. |                                                                                |
| Scheinflugplatz                                                  | zur Täuschung der gegnerischen Luftaufklärung bzw. Bomber angelegte Flugplatzattrappen |                                                                                |

Alle Flugplätze waren einem sog. Flughafenbereich zugeordnet, dieser wurde (zumindest ab 1. Juli 1939) vom Kommandanten des jeweiligen Leithorstes kommandiert. Mehrere Flughafenbereiche zusammen wurden als Luftgau oder Luftgaubereich bezeichnet, welches von einem Luftgaukommando verwaltet wurde. In der Regel deckten zwei bis drei Luftgaue den Bereich eines Luftflottenkommandos territorial ab.
Ab 1935 wurden die Militärflugplätze, aufbauend auf diesen Typen, in folgende Gruppen eingeteilt:
| Gruppe | Flugplatztyp | Belegung                                  | Belegung                                       |
| Gruppe | Flugplatztyp | Landflugplätze                            | Seeflugplätze                                  |
| ------ | ------------ | ----------------------------------------- | ---------------------------------------------- |
| A      | Fliegerhorst | Verbände und Schulen                      | >3 Staffeln, Flugzeugführer- und Waffenschulen |
| B      | Fliegerhorst | Luftzeugämter und Luftparks               | 2–3 Staffeln                                   |
| C      | Fliegerhorst | Flieger-Übungsplätze                      | 1 Staffel                                      |
| D      | Fliegerhorst | Flieger-Übungsplätze der Reserve          | Luftparks                                      |
| E      | Einsatzplatz | Kampf-, Sturzkampf- und Zerstörerverbände | vorübergehend für Seefliegerverbände           |
| L      | Leithorst    | Verbände und Schulen                      |                                                |

Darüber hinaus wurden Plätze hinsichtlich ihrer Anfliegbarkeit in den Kategorien
- Einsatzfähigkeit (Ziffern 1–5),
- Eignung für Schönwetter-Tag- und Nachtlandungen (Buchstaben A, B, C, D und X, wobei X das Fehlen von Nachtbefeuerung markierte) sowie
- Eignung für Schlechtwetterlandungen und Nachtlandungen unter erschwerten Bedingungen (Ziffern 1–5)

eingestuft (z. B.: 1 C 4)
Die Klassifikation wurde analog auf die auf den Plätzen eingesetzten Dienststellen, die Fliegerhorstkommandanturen, die Leithorste, die Einsatzplatzkommandanturen und die Platzkommandos für die Nebenplätze angewandt.
Ab April 1944 wurde diese Kategorisierung derart umgestaltet, dass innerhalb des Deutschen Reiches nur noch Kommandanturen vom Typ A(o) und Platzkommandos bestanden, in den sog. Feldluftgauen fast nur Einsatzhorstkommandanturen vom Typ E(v).
Im Lauf des Kriegs wurden Fliegerhorstkommandanturen und Platzkommandos des Öfteren ineinander umgewandelt, Ähnliches galt für Seeflugstützpunkte und Platzkommandos.
Im Dezember 1944 wurde insgeheim das sog. Silberprogramm ins Leben gerufen, im Rahmen dessen 95 Flugplätze für den Einsatz von Strahlflugzeugen, besonders Messerschmitt Me 262 und Arado Ar 234, ausgebaut werden sollten, was eine weitere Unterteilung notwendig gemacht hätte.